# Willem de Vos (peintre)
Pour les articles homonymes, voir Vos.
Willem de Vos  ou Guillaume de Vos, (v. 1593 - v. 1629) est un peintre baroque flamand.

## Biographie
Neveu du peintre Maarten de Vos, il est mentionné dans le livre d’artistes de Cornelis de Bie sous le nom de « Guiliam de Vos ». En 1600, il est devenu doyen de la guilde de Saint-Luc. Son portrait a été gravé par Antoine van Dyck pour sa série d'iconographies.
Il a compté Giusto Sustermans parmi ses étudiants. On sait également qu’il avait son propre studio, mais il est impossible de dire avec certitude une grande partie de l’œuvre qu’il a lui-même peint.